# Trudgelmer
 Der er for få eller ingen kildehenvisninger i denne artikel, hvilket er et problem. Du kan hjælpe ved at angive troværdige kilder til de påstande, som fremføres i artiklen.

Trudgelmer er en sekshovedet jætte i nordisk mytologi. Han fødtes af Ymers fødder i de tidligste tider. Trudgelmer var også ophav til jætten Bergelmer.
| Nordisk mytologi | Spire Denne artikel om nordisk religion og mytologi er en spire som bør udbygges. Du er velkommen til at hjælpe Wikipedia ved at udvide den. |